# Boo, Bitch
Boo, Bitch es una miniserie de telecomedia estadounidense creada por Tim Schauer, Kuba Soltysiak, Erin Ehrlich y Lauren Iungerich que se estrenada en Netflix el 8 de julio de 2022.

## Sinopsis
Una chica pacífica de secundaria (Lana Condor) aprovecha la oportunidad para empezar a vivir aventuras. Sin embargo, ella muere, justo cuando comienza a aprovechar su último año.

## Reparto

### Principal
- Lana Condor como Erika[3]
- Zoe Colletti como Gia
- Mason Versaw como Jake C.
- Aparna Brielle como Riley

### Recurrente
- Tenzing Norgay Trainor como Gavin
- Jason Genao como Devon

### Otros
- Jami Alix[4]
- Madison Thompson[4]
- Mary Aldousary[4]
- Zachary Fineman[4]
- Reid Miller[4]

## Producción
La serie consta de varios episodios. Ha sido creada por Tim Schauer, Kuba Soltysiak, Erin Ehrlich, Lauren Iungerich. También se espera que Ehrlich e Iungerich sean los productores ejecutivos junto a Lana Condor, Jonathon Komack Martin, Blake Goza y Jamie Dooner. La serie está programada para estrenarse el 8 de julio de 2022.

### Casting
Tras el anuncio, Lana Condor fue una de las escogidas para protagonizar la serie. El 27 de agosto de 2021, Zoe Colletti, Mason Versaw y Aparna Brielle se unieron al elenco como regulares de la serie, mientras que Tenzing Norgay Trainor y Jason Genao fueron elegidos para papeles recurrentes.